# 傅惟慈
傅惟慈（1923年—2014年3月16日），中国翻译家。生于哈尔滨，逝于北京。

## 生平经历
1950年毕业于北京大学西方语言文学系，1987年退休，退休前执教于北京大学、北京语言文化大学等高校（其中1950—1952年在清华大学任教）。50多年来傅惟慈的翻译生涯有口皆碑，他通晓英、德、俄等多种语言，翻译了包括匈牙利、波兰、德国、奥地利、瑞士、希腊、英国、美国等多国文学精品30余部，共计三四百万字。他的译著中，尤其以《狱中书简》(罗莎·卢森堡)、《月亮和六便士》(毛姆)、《布登勃洛克一家》(托马斯·曼)、《动物农场》(奥威尔)以及格林的宗教小说和惊险小说等影响巨大。

## 翻译作品
- 《月亮和六便士》
- 《动物农场》
- 《一个自行发完病毒的病例》
- 《布登勃洛克一家》
- 《牌戏人生》
- 《一支出卖的枪》
- 《老妇与猫》
- 《辛格短篇小说集》
- 《爱心树》
- 《美丽的卡门》
- 《丹东之死》
- 《回到你老婆孩子身边去吧》
- 《长眠不醒》